# ماثيو روبنز
ماثيو روبنز (بالإنجليزية: Matthew Robbins)‏ هو كاتب سيناريو ومنتج أفلام ومخرج أمريكي، ولد في 1945 في سان أنطونيو في الولايات المتحدة.

## وصلات خارجية
- ماثيو روبنز على موقع IMDb (الإنجليزية)
- ماثيو روبنز على موقع قاعدة بيانات الأفلام العربية
- ماثيو روبنز على موقع ألو سيني (الفرنسية)
- ماثيو روبنز على موقع أول موفي (الإنجليزية)
- ماثيو روبنز على موقع قاعدة بيانات الأفلام السويدية (السويدية)
- ماثيو روبنز على موقع قاعدة بيانات الفيلم (الإنجليزية)
- ماثيو روبنز على موقع كينوبويسك (الروسية)